# 島村宜伸
島村 宜伸（しまむら よしのぶ、1934年〈昭和9年〉3月27日 - ）は、日本の政治家、教育者。衆議院議員（9期）、文部大臣（第118代）、農林水産大臣（第26・36代）、自由民主党国会対策委員長（第40代）、自由民主党総裁特別補佐、志帥会名誉会長、学校法人杉並学院（杉並学院高等学校）理事長等を歴任した。元日本プロスポーツ協会会長。
元衆議院議員の島村一郎は父。

## 来歴
東京都江戸川区生まれ。東京都立両国高等学校、学習院大学政経学部政治学科卒業。学習院大学入学後、学習院院長の安倍能成から頼まれ、皇太子（明仁親王）の学友になった。また島村は唯一、自身の同級生たる天皇から国務大臣に認証された政治家である。学習院大学卒業後、日本石油（現ENEOS）に入社し、1970年より中曽根康弘衆議院議員の公設秘書を務める。1971年、中曽根の防衛庁長官就任を受け、大臣秘書官に就任した。
1976年、父・島村一郎が引退。一郎の後援会から出馬を促され、世襲に反対する一郎を押し切る形で第34回衆議院議員総選挙に自由民主党公認で旧東京10区から出馬し、初当選した。当選後、中曽根派に入会。
1994年、自社さ連立政権の村山内閣において、自由民主党国会対策委員長を務める。
1995年8月8日、村山改造内閣で文部大臣に任命され、初入閣した。1996年の第41回衆議院議員総選挙では、小選挙区比例代表並立制導入に伴い東京16区から出馬し、新進党新人の佐藤直子を下し、7選。1997年、第2次橋本改造内閣において、病気辞任した越智伊平の後任の農林水産大臣に任命された。農水相在任中、国有林の無断伐採が発覚した北海道帯広市の製材会社「やまりん」に対して入札参加資格停止7ヶ月、やまりんのグループ企業2社が落札済みの契約の辞退命令等、所管する林野庁に対し厳罰に処するよう命じた。やまりん側は北海道開発庁長官を務めていた鈴木宗男衆議院議員に口利きを依頼し、鈴木は島村の外遊中を見計らって林野庁に圧力をかけたが失敗する（やまりん事件）。
橋本龍太郎の退陣に伴う1998年の自由民主党総裁選挙では、梶山静六の推薦人に名を連ね、選挙対策本部長を務める（梶山は小渕恵三に敗れ、次点）。
2000年の第42回衆議院議員総選挙では、かねてより対立関係にあった元東京都議会議員の宇田川芳雄が東京16区から無所属で出馬し、自民党公認の島村を約3,300票差で破り、当選。島村は重複立候補していた比例東京ブロックでの復活も叶わず、落選した。なお宇田川は島村の父・一郎の元秘書であった。2003年の第43回衆議院議員総選挙では、東京16区で民主党前職の中津川博郷、無所属の会前職の宇田川を破り、国政に復帰した。
2004年、第2次小泉改造内閣で再び農林水産大臣に任命されるが、2005年8月、衆議院解散（郵政解散）に閣議で反対し、小泉純一郎首相に辞表を提出。小泉は辞表は受理せず、島村は農相を罷免された。閣僚が罷免されるのは1986年に文部大臣の藤尾正行以来であり、日本国憲法下における閣僚罷免は4例目であった。このため郵政造反組復党問題ではいわゆる造反組の復党に賛成し、復党を決定した首相の安倍晋三を擁護した。島村は亀井静香ら郵政造反組に同情的で、国民新党のパーティーにも出席していた。2007年、所属していた伊吹派の名誉会長を辞任し、退会した。また同年より自由民主党衆議院議員総会長。安倍晋三の退陣に伴う2007年自由民主党総裁選挙、福田康夫の退陣に伴う2008年自由民主党総裁選挙では、いずれも40年来の友人である麻生太郎を支持し、麻生の推薦人に名を連ねる。2008年、自民党総裁に選出された麻生の下では総裁特別補佐を務めた。
2009年の第45回衆議院議員総選挙では、東京16区で民主党新人の初鹿明博に敗れ、落選。落選後も次期衆議院議員総選挙への出馬に意欲を見せていたが、自民党の公認を受ける見通しが立たず、立候補を断念し、政界引退を表明した。2010年6月より日本プロスポーツ協会第4代会長。2011年2月には、日本相撲協会が大相撲八百長問題の再発防止策を審議するために設置した「大相撲新生委員会」の委員に招聘され、同委員会の委員長に就任した。2012年4月29日、旭日大綬章受章。2013年6月、かつて同じ志帥会に所属していた亀井静香、村上正邦の呼びかけに呼応し、円卓会議の創立に参加した。

## 政策・主張

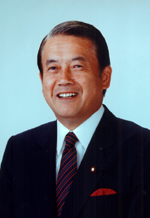
2004年、第2次小泉改造内閣での農林水産大臣再任に伴い公表された肖像

- 永住外国人への地方選挙権付与、人権擁護法案に反対。議員在職中は自民党においても保守色が強く、2007年には保守系議員による真・保守政策研究会の立ち上げに参加した[要出典]。
- 1995年8月9日、文部大臣就任直後の記者会見で、日中戦争と太平洋戦争に関して「（先の戦争が）侵略戦争じゃないかというのは、考え方の問題ですから、侵略のやり合いが戦争じゃないですか。これをいつまでもほじくってやっていることが果たして賢明なやり方なのか」と発言。前年の桜井新環境庁長官の「侵略意図否定」発言では桜井は辞任に追い込まれたが、島村は「撤回する」という談話を公表したことで、辞任を免れた[7][8]。
- 議員在職中は「みんなで靖国神社に参拝する国会議員の会」会長を務めた。2007年の終戦の日に第1次安倍内閣の全閣僚の不参拝が報じられた際には「首相らしくない」と批判した[9]（その後、島村の要請を受けた[10]高市早苗国務大臣がただ一人、8月15日に靖国神社に参拝した）。
- 靖国神社にA級戦犯が合祀されていることについては、農相在任中の2005年に「A級戦犯の人は死をもって償いをした。日本ではどんなに罪があったと仮に認められた人でも、亡くなった人に石を投げる考えはない」と述べた[11]。一方で、2004年9月の農相就任以前に中曽根康弘の依頼を受け、靖国神社に対しA級戦犯の分祀を求めたことがあったとも述べた[12]。
- 歴史事実委員会によるアメリカ合衆国下院121号決議全面撤回を求める意見広告「THE FACTS」[13]や、2007年7月13日に駐日アメリカ合衆国大使館に提出された日本文化チャンネル桜主導の慰安婦問題に関する米下院決議案の全面撤回を求める要望書にも名を連ねている[14]。また、従軍慰安婦に関して「望んで体を売った人がいる」と発言した。
- 議員在職中は自民党音楽文化振興懇談会会長を務め、2004年には音楽レコードの還流防止措置（いわゆるレコード輸入権制度）の導入を推進した。

## 不祥事
- 2004年に政治家の年金未納問題が発覚した際、島村も8年間の年金未納が判明した。

## 選挙歴
| 当落 | 選挙                   | 執行日         | 年齢 | 選挙区     | 政党       | 得票数     | 得票率 | 定数 | 得票順位 /候補者数 | 政党内比例順位 /政党当選者数 |
| ---- | ---------------------- | -------------- | ---- | ---------- | ---------- | ---------- | ------ | ---- | ------------------ | ---------------------------- |
| 当   | 第34回衆議院議員総選挙 | 1976年12月05日 | 42   | 旧東京10区 | 自由民主党 | 8万1154票  | 12.39% | 5    | 5/9                | /                            |
| 落   | 第35回衆議院議員総選挙 | 1979年10月07日 | 45   | 旧東京10区 | 自由民主党 | 7万425票   | 13.41% | 5    | 6/7                | /                            |
| 当   | 第36回衆議院議員総選挙 | 1980年06月22日 | 46   | 旧東京10区 | 自由民主党 | 14万6911票 | 20.82% | 5    | 1/7                | /                            |
| 当   | 第37回衆議院議員総選挙 | 1983年12月18日 | 49   | 旧東京10区 | 自由民主党 | 10万3290票 | 16.83% | 5    | 3/7                | /                            |
| 当   | 第38回衆議院議員総選挙 | 1986年07月06日 | 52   | 旧東京10区 | 自由民主党 | 11万8555票 | 17.72% | 5    | 3/6                | /                            |
| 当   | 第39回衆議院議員総選挙 | 1990年02月18日 | 55   | 旧東京10区 | 自由民主党 | 14万2922票 | 19.15% | 5    | 2/13               | /                            |
| 当   | 第40回衆議院議員総選挙 | 1993年07月18日 | 59   | 旧東京10区 | 自由民主党 | 10万5008票 | 14.97% | 5    | 3/12               | /                            |
| 当   | 第41回衆議院議員総選挙 | 1996年10月20日 | 62   | 東京16区   | 自由民主党 | 7万7753票  | 38.99% | 1    | 1/4                | /                            |
| 落   | 第42回衆議院議員総選挙 | 2000年06月25日 | 66   | 東京16区   | 自由民主党 | 6万9543票  | 30.63% | 1    | 2/4                | /                            |
| 当   | 第43回衆議院議員総選挙 | 2003年11月09日 | 69   | 東京16区   | 自由民主党 | 8万15票    | 35.34% | 1    | 1/4                | /                            |
| 当   | 第44回衆議院議員総選挙 | 2005年09月11日 | 71   | 東京16区   | 自由民主党 | 14万5439票 | 56.96% | 1    | 1/3                | /                            |
| 落   | 第45回衆議院議員総選挙 | 2009年08月30日 | 75   | 東京16区   | 自由民主党 | 11万3634票 | 41.90% | 1    | 2/4                | /                            |

## テレビ出演
- 「朝まで生テレビ!」（テレビ朝日系）
- 「ビートたけしのTVタックル」（テレビ朝日系）
- 「太田光の私が総理大臣になったら…秘書田中。」（日本テレビ系）

## 所属団体・議員連盟
- 創生「日本」
- 日韓議員連盟
- 日本会議国会議員懇談会（初代会長）
- 神道政治連盟国会議員懇談会
- みんなで靖国神社に参拝する国会議員の会
- 憲法20条を考える会
- 憲法調査推進議員連盟
- 日本舞台芸術振興会（特別顧問）